# Лев Катанский
Лев Ката́нский (итал. Leone Taumaturgo — Лев Чудотворец; ок. 720, Равенна — 20 февраля 789 года, Катания) — святой единой церкви, епископ города Катании (Сицилия). Почитается в лике святителей, память совершается в Православной церкви 20 февраля (4 марта) в високосный год, 20 февраля (5 марта) в невисокосные годы, в Католической церкви — 20 февраля.

## Жизнеописание
Родился в Равенне, стал монахом. Кирилл, епископ города Реджио, сделал Льва своим помощником и поставил в архидиаконы. В 765 году, после смерти святителя Савина, Лев был избран епископом сицилийского города Катания. Будучи епископом, Лев прославился делами милосердия — «заботился о сиротах, нищих, вдовицах, больных, странных, питая и одевая их на счёт церковных имений и врачевал недуги их своими молитвами».
Скончался святой Лев 20 февраля 789 года. Первое его чудо житие относит к дням его погребения — от прикосновения к его одру исцелилась «кровоточивая женщина из Сиракузской области». Мощи Льва Катанского хранятся в Риме.

### Лев и волхв Илиодор

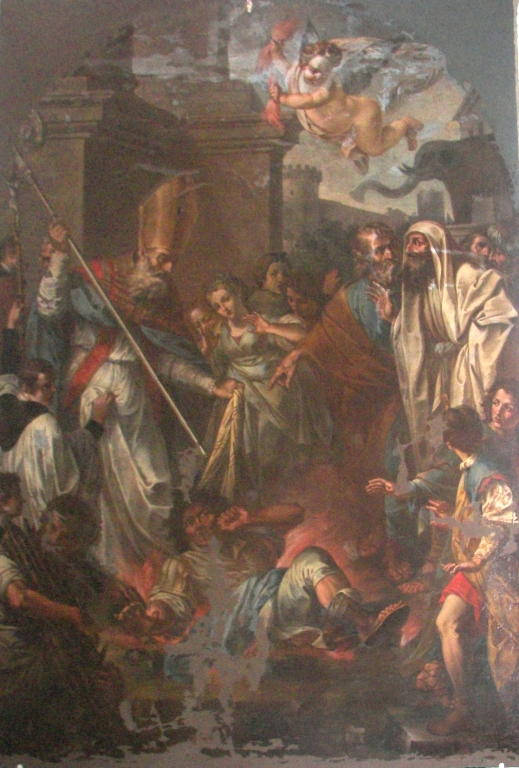
Святой Лев и волхв Илиодор

Житие святого Льва содержит историю его противостояния с колдуном Илиодором, который был от рождения христианином, но затем стал заниматься магией. Илиодор за колдовство был дважды осуждён на смерть, но сделался невидимым и скрылся с места казни. Вернувшись в Катанию, Илиодор продолжил занятия магией. Епископ Лев безуспешно пытался уговорить его оставить занятия магией. По сообщению жития, однажды

в торжественный день одного праздника святитель, в присутствии всего народа, совершал со всем своим причтом в церкви Божественную службу; в храм вошёл и волхв Илиодор, как лицемерный христианин, и начал тайно совершать свои волхвования; чрез них он достиг того, что одни из народа стали топотать в церкви, словно лошади, и рычать, подобно зверям; другие стали неудержимо хохотать, а иные стали гневаться <…> Святитель Божий, уразумев помышление Илиодора, преклонил колени пред престолом Божиим и, усердно помолившись, встал, вышел из алтаря и, взяв своим омофором за шею волшебника, связал его,а затем, выведя его затем из церкви на средину города, повелел народу, чтобы тотчас же принесли побольше дров и развели бы сильный огонь. Когда его приказание было исполнено, святой расспросил Илиодора о всех его волхвованиях и чародеяниях, а после того, держа его связанным своим омофором, вошёл с ним в огонь и, находясь среди пламени, держал его и не покидал своего места до тех пор, пока нечестивый волхв весь не сгорел; после этого архиерей Божий Лев, возвратившись в церковь, докончил Божественную службу.
— Димитрий Ростовский. Жития святых